# Dexter Holland
 (janvier 2018).
Si vous disposez d'ouvrages ou d'articles de référence ou si vous connaissez des sites web de qualité traitant du thème abordé ici, merci de compléter l'article en donnant les références utiles à sa vérifiabilité et en les liant à la section « Notes et références ».
Pour les articles homonymes, voir Holland.
Bryan Keith Holland, né le 29 décembre 1965 à Garden Grove en Californie, plus connu sous son nom de scène Dexter Holland, est le chanteur et guitariste du groupe punk rock The Offspring depuis ses débuts.

## Biographie

### The Offspring
Après un concert du groupe Social Distortion en 1984 auquel il ne put assister, Holland décida de créer son groupe avec son ami d'enfance Greg Kriesel. D'abord appelé Manic Subsidal, le groupe deviendra The Offspring. Après une première démo en 1988, le groupe signa un premier contrat avec le label indépendant Nemesis Records avec lequel ils enregistrèrent leur premier album intitulé The Offspring en mars 1989. 
En 1991, The Offspring signe avec le label punk Epitaph Records, où ils sortiront leur second album Ignition en 1992. Leur dernier album sur ce label sera Smash. En 1994, Holland créa son propre label Nitro Records, d'où sort notamment le groupe AFI. En 1996, le groupe signe avec Columbia Records. En sortiront cinq albums, et le groupe est toujours avec ce label, les détracteurs du groupe diront que leur signature avec Columbia marquera la fin de l'esprit punk du groupe et le succès commercial.

### Vie privée
Il a deux sœurs et un frère. Holland fut l'un des meilleurs élèves de son lycée au Pacifica High School en Californie. Il est détenteur d'une licence et d'une maîtrise en biologie moléculaire de l'université du Sud de la Californie (USC), mais abandonne sa thèse de doctorat lorsque Offspring atteint la renommée. Il reprend ses études en 2012 et obtient en mai 2017 un doctorat en biologie moléculaire à l'USC. 
Holland se marie avec Kristine Luna avec qui il écrira la chanson Session en 1993. Il a une fille appelée Lex Land qui est chanteuse, elle tient notamment un blog et ses chansons sont écoutables sur son myspace.
Holland a son brevet de pilote d'avion et a fait un voyage en solitaire de dix jours autour du monde. Grand sportif, il participa à un marathon de charité à Los Angeles.
Il dispose d'une sauce piquante à son effigie, nommée Gringo Bandito.

### Controverse avec Axl Rose
Dexter Holland déclencha une controverse quand il afficha publiquement son mépris pour le leader des Guns N'Roses Axl Rose en 2003. Lors d'une blague du 1er avril lors d'une interview, Holland annonça que le prochain album du groupe (à l'époque Splinter) s'appellerait Chinese Democracy (You Snooze You Lose), Holland déclara : « Axl a piqué mon idée des long dread alors je lui pique son titre d'album » se référant à la tournée Smash en 1995-1996.
Les membres du groupe trouvaient l'idée amusante, étant donné que l'album Chinese Democracy du groupe d'Axl Rose était en enregistrement depuis huit ans et qu'il fut l'un des plus chers de l'histoire de l'industrie du disque. Axl Rose ne trouva pas l'idée aussi amusante et lança des poursuites judiciaires contre le groupe.
Bien que le groupe eut légalement le droit d'utiliser le nom pour leur album, ils décidèrent de le nommer plutôt Splinter, Holland expliqua plus tard que tout cela n'était qu'une vaste plaisanterie, et que le nom Splinter collait mieux à l'album. Tout ce tapage médiatique servit plutôt bien le groupe pour les ventes de l'album et tout cela aux dépens d'Axl Rose.